# 山の広場
山の広場（やまのひろば）（英：The Mountain Plaza）は、愛知県知多郡美浜町にある、エルゲダ・ウォード・スタジオにより陶器を用いて制作された芸術作品、野外劇場である。2000年にソーシャル・エンゲージド・アートのひとつとして提案され、計16年かけて制作された。
なお、エルゲダ・ウォード・スタジオとは、ヒメナ・エルゲダおよびスティーブン・ウォードの二人の芸術家からなる合同名義のプロジェクトである。

## 概要

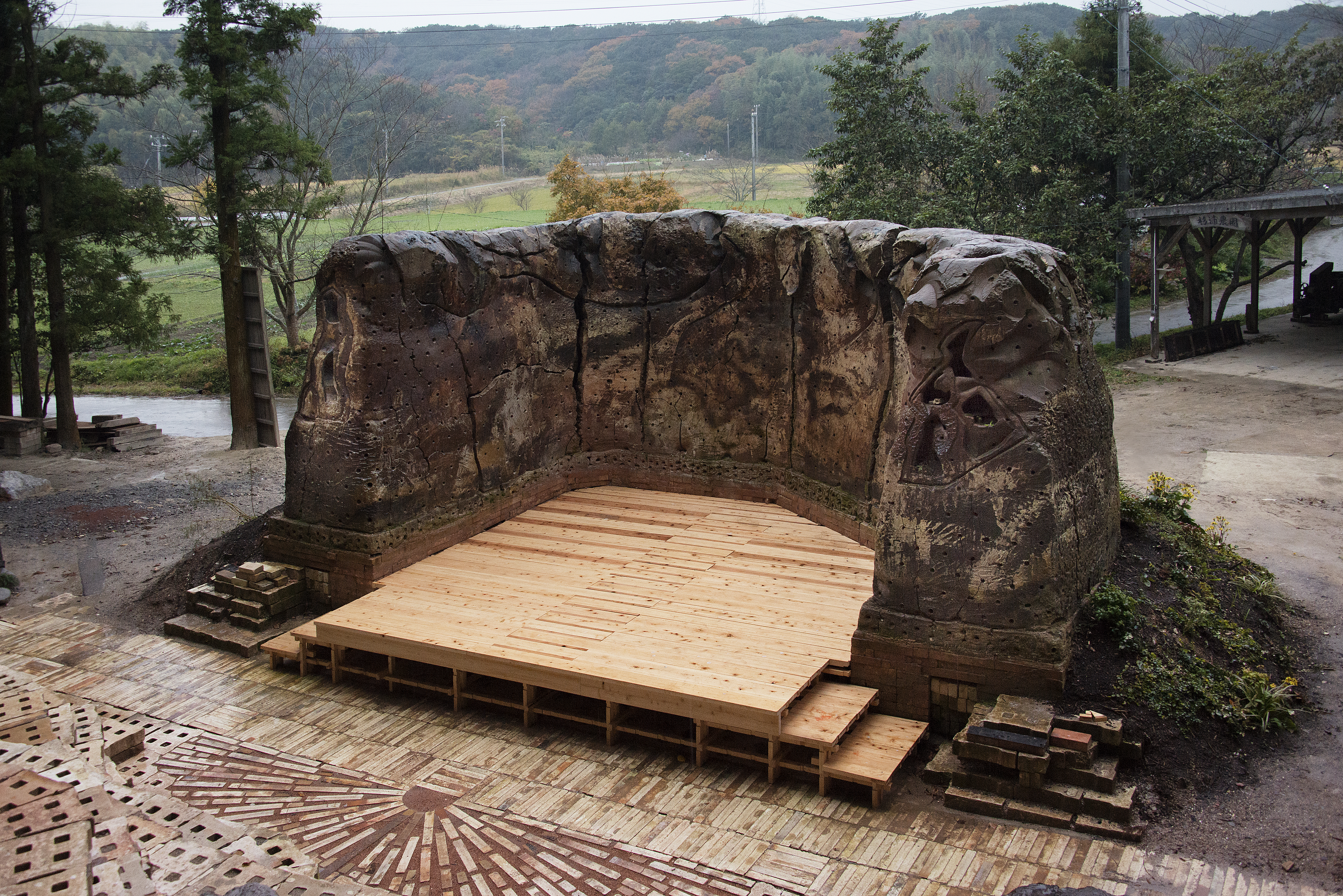

山の広場は主に2つの部分、舞台と客席から構成される。舞台の反響板は約60トンの粘土を焼成し製作された。大きさは、高さ3.6m、幅7.5m、長さ13m、奥行き4.8mである。当初より、野外で制作し展示する作品として構想されており、「現地で制作・焼成・完成」という一連のプロセスは事前に検討・計画されたものである。
現地で作品を焼成するために、この巨大な粘土壁全体を覆う窯が建設され、レンガ200トンが使用された。この粘土壁を制作するのに2年要し、窯の製作には更に10年が費やされた。焼成は40日間かけて行われ、最後は摂氏1,200度で仕上げられた。
客席は、窯のレンガが再利用されており、窯の解体および客席作りにはさらに2年を必要とした。

## 意図

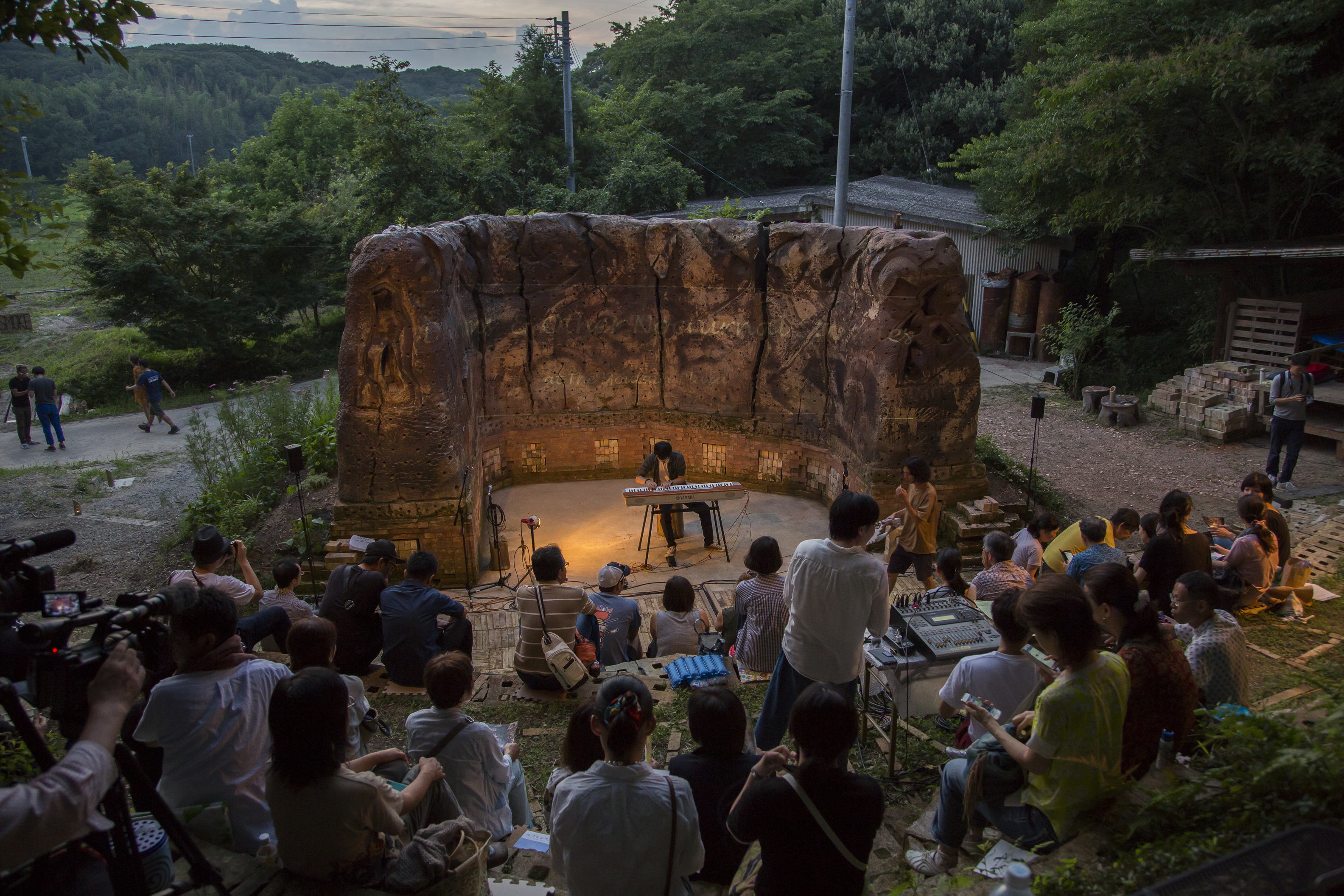

「地域のコミュニティと融和する土着の作品」として「A  SPACE FOR PEOPLE（人々の為の空間）」という考えのもと、本プロジェクトは構想された。エルゲダ・ウォード・スタジオは里山で、「自然―空間―人」をキーワードに、人々が新しい表現を模索・生み出す事ができる空間を提案した。また、材料には主に再利用可能な素材が用いられている。
山の広場は野外劇場であり、中央には焼成された岩のような粘土壁が設置されている。この粘土壁は、劇場で発せられた声や音が反響するよう設計されたものである。「自然と人」を切り離せない開放的な空間や、反響板の存在によって、制作者の二人が過去にインスピレーションを受けた「自然の中で浮かび上がる空間」や「自然と人の相互作用」を追体験できるだけでなく、演者や聴衆が共に新たな表現を追求できるという狙いがある。

## 外観
本作品は、半円型の反響板と共に、円形劇場の形を踏襲して参考に作られている。同時に、野外劇場として作品を覆う屋根や壁も設置されていない。
巨大な反響板の存在やそれに対して段々に配置された客席の立体的な構造から、自然の中に、劇場としての空間が浮かび上がるよう設計されている。劇場の中心に鎮座する反響板は現地で制作・焼成されたものであるが、前述の通り、このような規模の陶器作品は前例がなく、制作は容易でなかったため、制作前・途中に、陶芸家の寺田康雄へ意見を求め、度々相談を重ねている。
完成までにはのべ2,000人以上のボランティアの協力があった。

### 構造

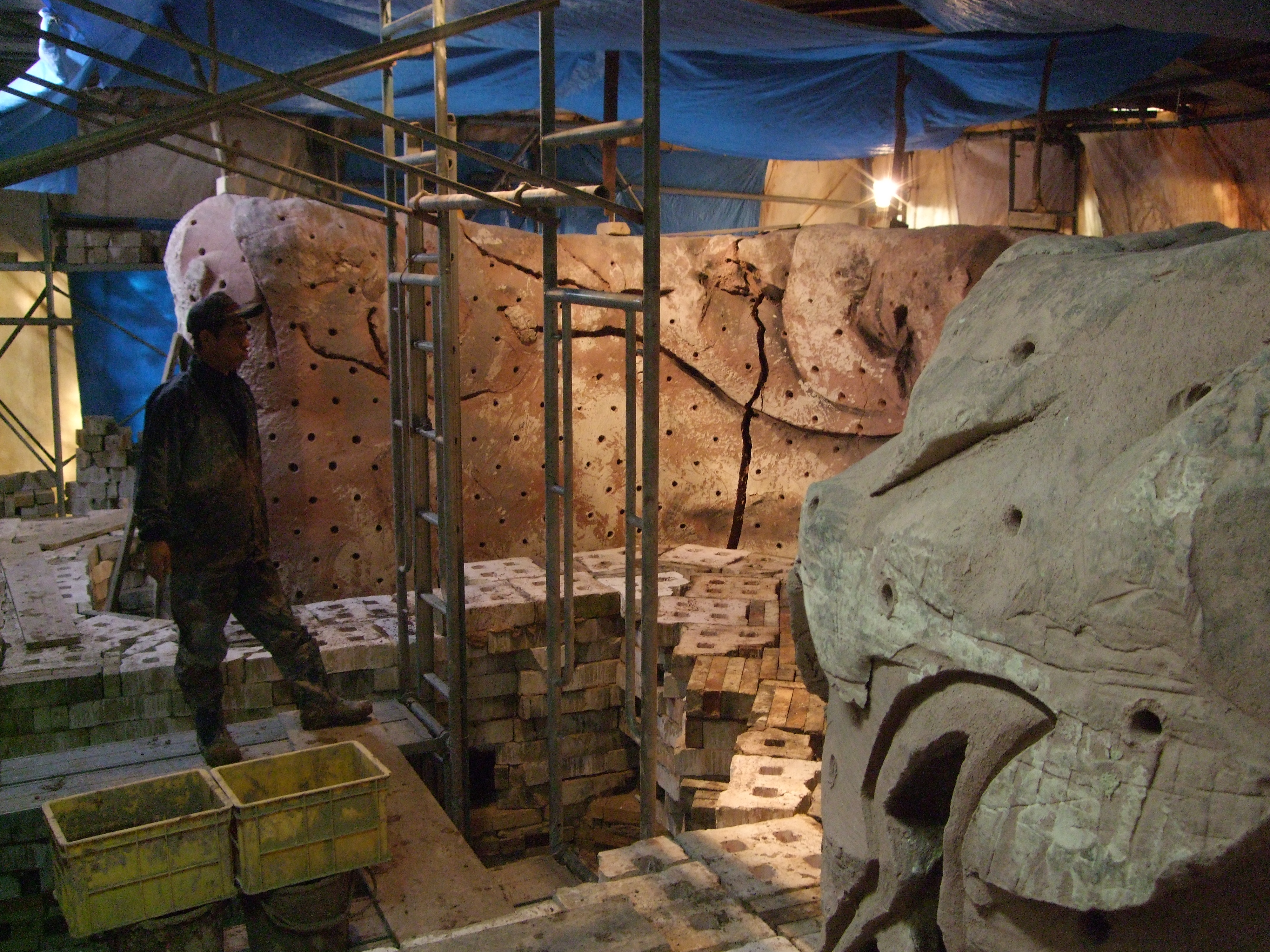

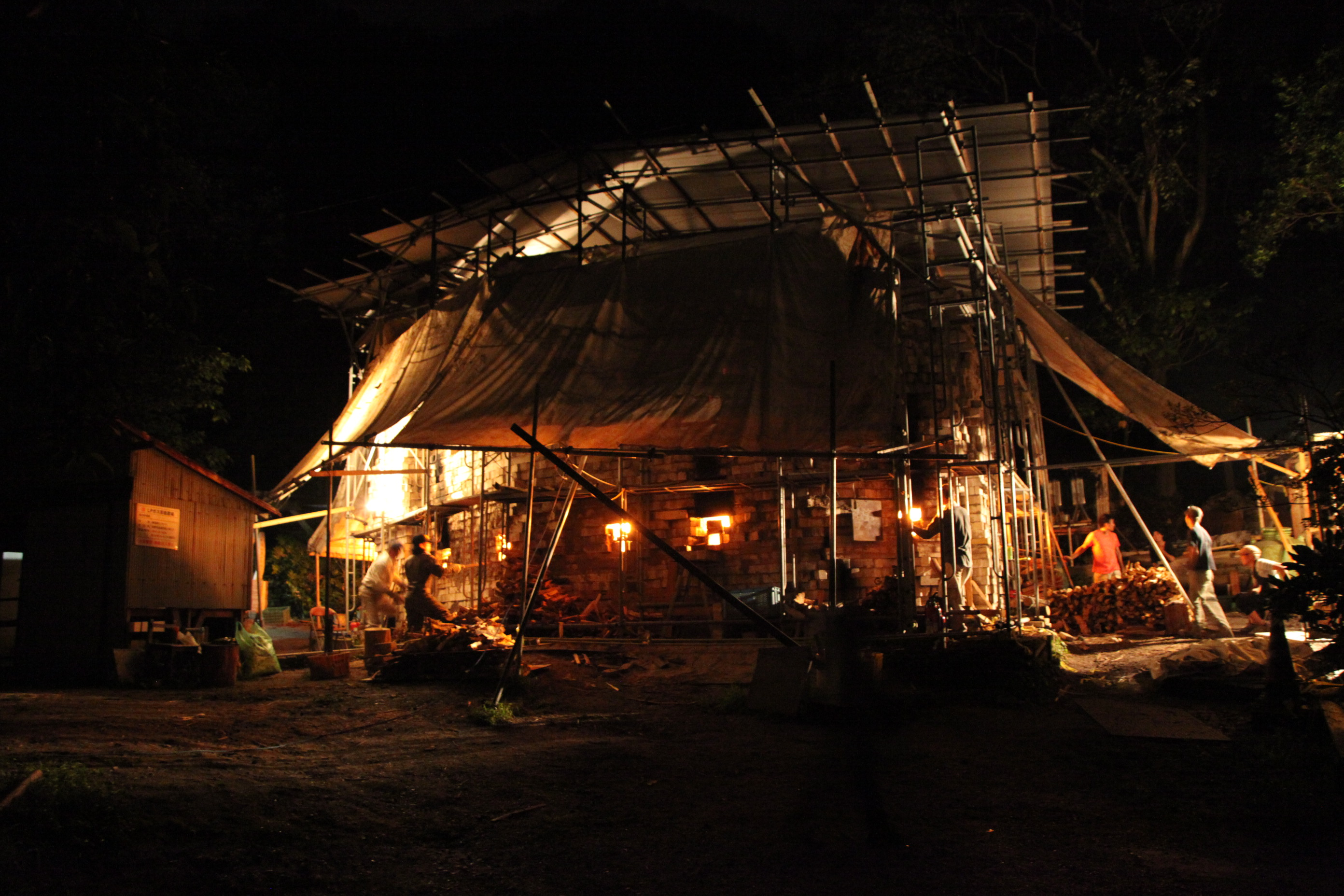

音の反響や作品の劇場性を意識して、客席や舞台を囲うように反響板が建てられている。また、反響板の完成後、全体を覆うような窯を制作し焼きの工程が計画されていたため、反響板の基礎は窯の構造・運用に、直接的に利用できるようデザインされた。
基礎工事として、敷地全体にボーリングを行い、有志より入手した高さ3mの電柱30本が地面に打ち込まれている。そして、各電柱の周りに深さ1mまでコンクリートを流し込み、敷地の補強が行われた。その上にコンクリートの基礎（25cm x 856cm x 556cm） が施工されている。後の火入れを想定して、側面に穴、内部に空洞を確保した基礎がレンガにより作られた。基礎の前後は橋状のレンガで16箇所接続されている。反響板自体は生粘土で制作されることから、乾燥による約10%の縮みが想定されていた。60トンもの粘土の重みや厚みから、粘土の縮小が内部と外部や、前後間で偏ってしまうという懸念があったが、角度をつけた共土による基礎板を設けることによって対応している。
粘土で作られた反響板の内部には空洞が設けられている。レンガの基礎で導入された橋状の構造と同様に、対象を構成する前後の壁を接続する手法を用いている。反響板の内部には縦に17本の空洞が、各々の部屋・壁と隣接しながら存在し、窯焼きの際に、効率よく火が循環し、ムラなく火が通り切るように設計されている。共土の基礎から、順に空洞が縦に伸びていく構造であるが、順に壁の厚みが小さくなるのにしたがって、17箇所の空洞も徐々に狭くなっている。反響板全体を芯まで焼成するため、表面全体には2cmの穴が3,000個空けられている。
作品表面には、粘土の柔軟性を生かした躍動感・迫力がある跡が施されている。また、焼成の際に使用した赤松の灰は摂氏1,200度を超えて自然の釉薬となり、作品全体に艶・光沢感が生まれている。本焼きを経た岩石然とした風貌に加え、有機的な生々しさをも感じさせる。

### 逸話・制作における工夫
本作品の制作には16年の歳月を必要とした。

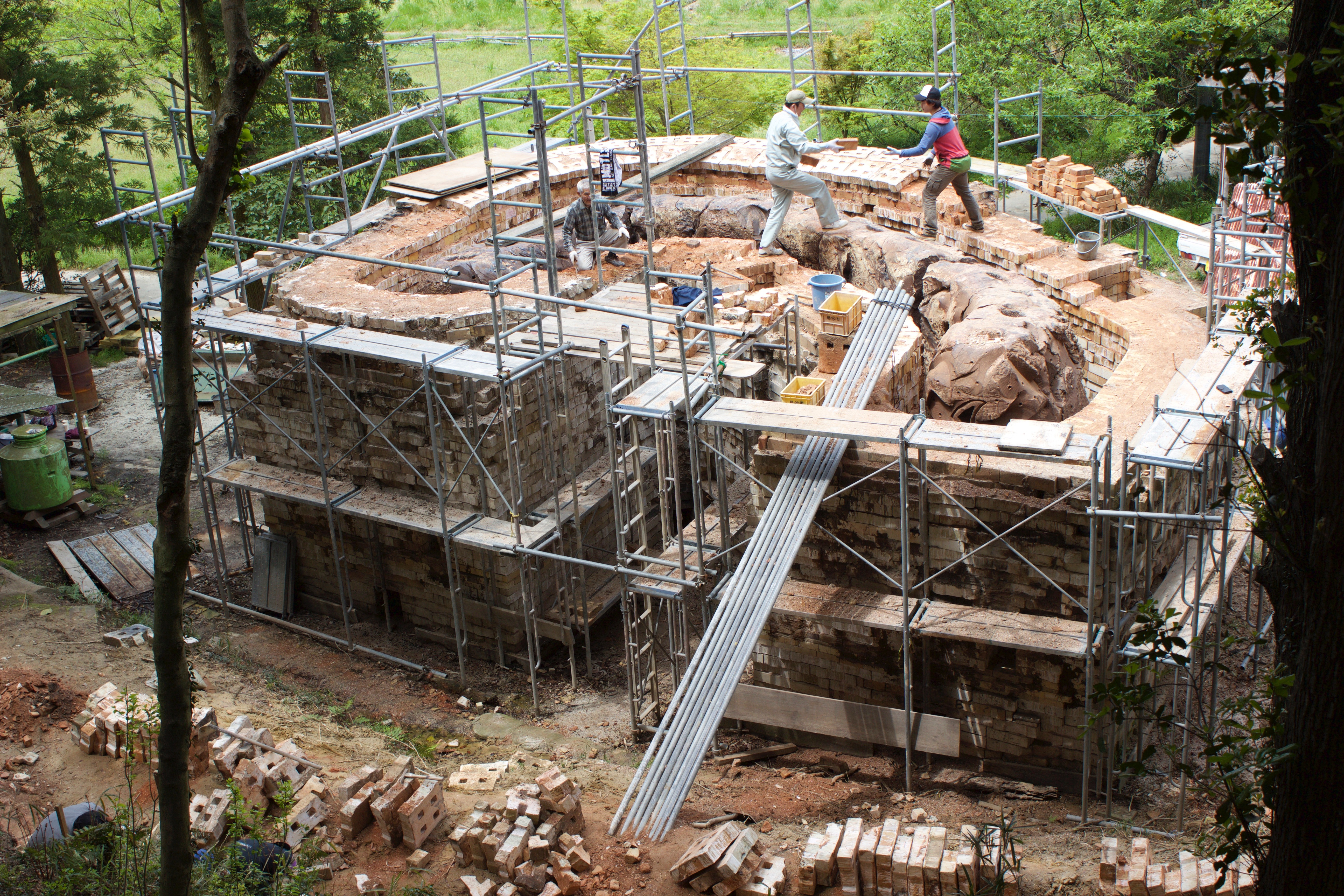

日本の移り変わる四季や、季節毎に大きく異なる湿度といった、コントロールできない自然環境は、こうした長期的かつ野外での制作では大きな困難となった。実際に、2003年の8月には、台風により制作途中であった粘土壁約7トンが崩壊してしまうこととなった。
原因としては、日本の夏・梅雨特有の非常に高い湿度によって粘土がうまく乾燥しなかったことや、台風によりテントが一部崩壊してしまい作品を適切に管理できなくなってしまったことが考えられる。一方冬期には、厳しい乾燥状態により、粘土壁が過剰に乾燥しひび割れを生んでしまうという問題があった。廃品として捨てられるような布団を自主回収し、制作時以外の時はこうした布団を被せることで、過度な乾燥を防ぐなどの工夫が行われた。この粘土壁の工程では、粘土を1ブロック20kgに分割し、それを順に積み上げ、叩くことで結合させ形作ったという。
焼成時の爆発を防ぐために、1ブロック毎に土練りを行い、生粘土内の余分な空気を取り除く作業を行った。窯作りの際には、積み上げたレンガの耐久性・耐火性、そして効率の良い焼成を実現するため、レンガの間をその都度モルタルで埋め、水平を取りながらレンガが積み上げられた。

## 構想に至るまで
本作品の構想・制作は、エルゲダおよびウォードの体験に基づいている。
2000年春、彼らはベネズエラにある石の劇場（西: Teatro de Piedra, Venezuela)、そして米国カリフォルニアではフェニックス湖畔にある大きな洞を持つ杉の大木を訪れた。前者の石の劇場では、石で作られた空間が生み出す音の反響効果に驚いたという。そして後者では、6m程の巨大な洞の入り口に足を踏み込むと、自然が生み出した構造・空間に包み込まれるような感覚を体験したという。名古屋芸術大学の茂登山清文教授は、「人工物である劇場で石という自然に出会い、生きる木に建設的な内部間をみいだす、互いに交錯するアンビヴァレントな二つの体験が、帰国後のプロジェクトに至る契機になっているようだ。」と述懐している。

## 財源・資源の確保
山の広場は制作者の自主財源により制作された。しかし、実際には制作者自身が拠出できる資金や人員だけでは完成は困難であったため、制作に対して地域の理解を得るために説明会を行ったり、ボランティアの参加を呼びかけたり、再利用可能な物資や機材を自身で調達したりといった工夫がなされた。制作期間の16年間を通して、のべ2,000人以上のボランティアが参加した。山の広場の活動に共感した人々が集まり制作に関わったことは、作品が地域に受け入れられ、山の広場を中心とした新たなコミュニケーションが生まれることにも貢献している。
有志の協力により、様々な資材の利用が可能となった。例えば、作品の敷地も、知人より提供されたものである。基礎工事の段階では、地盤強化のため、ボーリング後電柱を地中に埋め込んだが、その際はNTTの電柱が再利用された。反響板や窯の制作時の足場やテントも寄付されたものであった。反響板の材料である粘土も、本来は廃棄されるような、商品として成形に難があったものが再利用されており、組合から安く譲り受けたものである。

## 歴史
- 2000年1月 - ベネズエラで石の劇場（西：Teatro de Piedra）を訪れる。
- 2000年2月 - 米国カリフォルニアのフェニックス湖畔を訪れる。
- 2000年8月9日〜9月9日 - ソラの広場（西：Plaza de Sora）が制作される。
- 2001年3月 - 制作に関する説明会を行う。
- 2001年夏 - 地鎮祭を執り行う。
- 2001年秋 - 2002年春　基礎作りを行う。
- 2002年8月 - 完成した基礎の上に粘土を積み上げる作業を開始する。
- 2003年8月 - 台風により粘土壁約7トンが崩壊する事故に見舞われる。
- 2005年4月 - 2007年12月 ソラとアルバの広場（西：Plaza de Sora & Alba）が制作される。
- 2005年6月 - 反響板が完成。窯の制作に向け足場を組み直す。
- 2005年10月 - 本焼きを目標にした窯作りの制作を開始する。
- 2014年7月 - 窯が完成する。
- 2014年7月22日〜8月30日 - 反響板の焼成が行われる。
- 2014年10月12日 - 窯開きが行われ、窯の解体・客席作りを開始する。
- 2016年10月 - 完成。
- 2016年10月23日 - 山の広場で、完成を祝したオープニングイベントが開かれる。